# Chenac-Saint-Seurin-d'Uzet

Chenac-Saint-Seurin-d'Uzet este o comună în departamentul Charente-Maritime, Franța. În 1 ianuarie 2022 avea o populație de 595 de locuitori.